# Jean Ritchie
Jean Ruth Ritchie (ur. 8 grudnia 1922, zm. 1 czerwca 2015) – amerykańska piosenkarka folkowa.
W 1940 roku folklorysta Alan Lomax nagrał jej interpretacje dawnych utworów dla potrzeb archiwum Biblioteki Kongresu, a w 1958 roku Ritchie nagrała swoją debiutancką płytę pt. Jean Ritchie Singing the Traditional Songs of Her Kentucky Mountain Family. W ciągu swojej kariery występowała między innymi u boku Pete Seegera i Doca Watsona. Była jedną z najważniejszych dwudziestowiecznych popularyzatorek appalaskich cymbałów (Appalachian dulcimer), a jako kolekcjonerka utworów ludowych, autorytetem w zakresie ich pochodzenia, wykonania oraz różnic w wariantach regionalnych. Jean Ritchie była również laureatką licznych nagród, a także bohaterką filmu dokumentalnego Mountain Born: The Jean Ritchie Story z 1995 roku.